# Państwowe Liceum Apriłowowskie
Państwowe Liceum Apriłowowskie (bułg. Национална Априловска гимназия) – bułgarska państwowa szkoła średnia znajdująca się w Gabrowie. Została założona w 1835 i jest pierwszą świecką szkołą w Bułgarii. Obecnie jest jedną z najbardziej prestiżowych szkół średnich w kraju. Budynek szkoły został uznany za zabytek kultury w 1979. W jego części znajduje się też Narodowe Muzeum Edukacji. 

## Historia
Od XV do XIX wieku ziemie bułgarskie znajdowały się pod politycznym uciskiem Imperium Osmańskiego. Na początku XVIII wieku rozpoczął się proces bułgarskiego odrodzenia, którego częścią była walka o edukację narodową. W tych trudnych wiekach jednym z bułgarskich centrów narodowych było małe górskie miasteczko Gabrowo, położone u podnóża łańcucha górskiego Stara Płanina, które stało się kolebką bułgarskiej świeckiej edukacji. Tutaj, 2 stycznia 1835, powstała pierwsza bułgarska szkoła świecka z nauczaniem metodą Bel-Lancaster. Powstała ona z inicjatywy Wasiła Apriłowa, dziennikarza Nikołaja Palauzowa, Wasiła Raszewa i innych patriotów, którzy także finansowali szkołę. Stworzono pierwsze podręczniki, zakupiono pomoce naukowe i narzędzia, które były postrzegane jako standard przez późniejsze szkoły bułgarskie.
W 1889 szkoła przyjęła imię swojego dobroczyńcy, Wasiła Apriłowa, i nazywała się Gimnazjum Apriłowowskie. Nowy etap w rozwoju szkoły średniej rozpoczął się w 1988, kiedy 25 stycznia Ministerstwo Kultury, Nauki i Edukacji zatwierdziło nowy statut, czyniący ją szkołą średnią o profilu humanistycznym, z klasami od VIII do XII, do której przyjmowano uczniów bez ograniczeń społecznych. W 1992 stała się szkołą państwową i zmieniła nazwę na Państwowe Liceum Apriłowowskie. Utworzono cztery profile: język bułgarski i literatura; historia, archeologia i etnografia; filozofia, socjologia i prawo; kultura, sztuka i estetyka. 
W 1988 do pierwszych egzaminów wstępnych przystąpiło 655 kandydatów z 44 okręgów w Bułgarii, z których 120 z najlepszymi wynikami utworzyło pierwszą klasę humanistyczną w liceum. Obecnie zainteresowanie szkołą średnią nie zmniejsza się. 95% absolwentów dostaje się na studia wyższe, a wielu jest przyjmowanych bez egzaminów jako krajowi olimpijczycy. 
Od początku lat 90. szkoła organizuje Dni Kultury Apriłowa, które odbywają się co roku w drugiej połowie maja, podczas których wystawiane są przedstawienia teatralne, odbywają się koncerty, seminaria i odczyty literackie. 

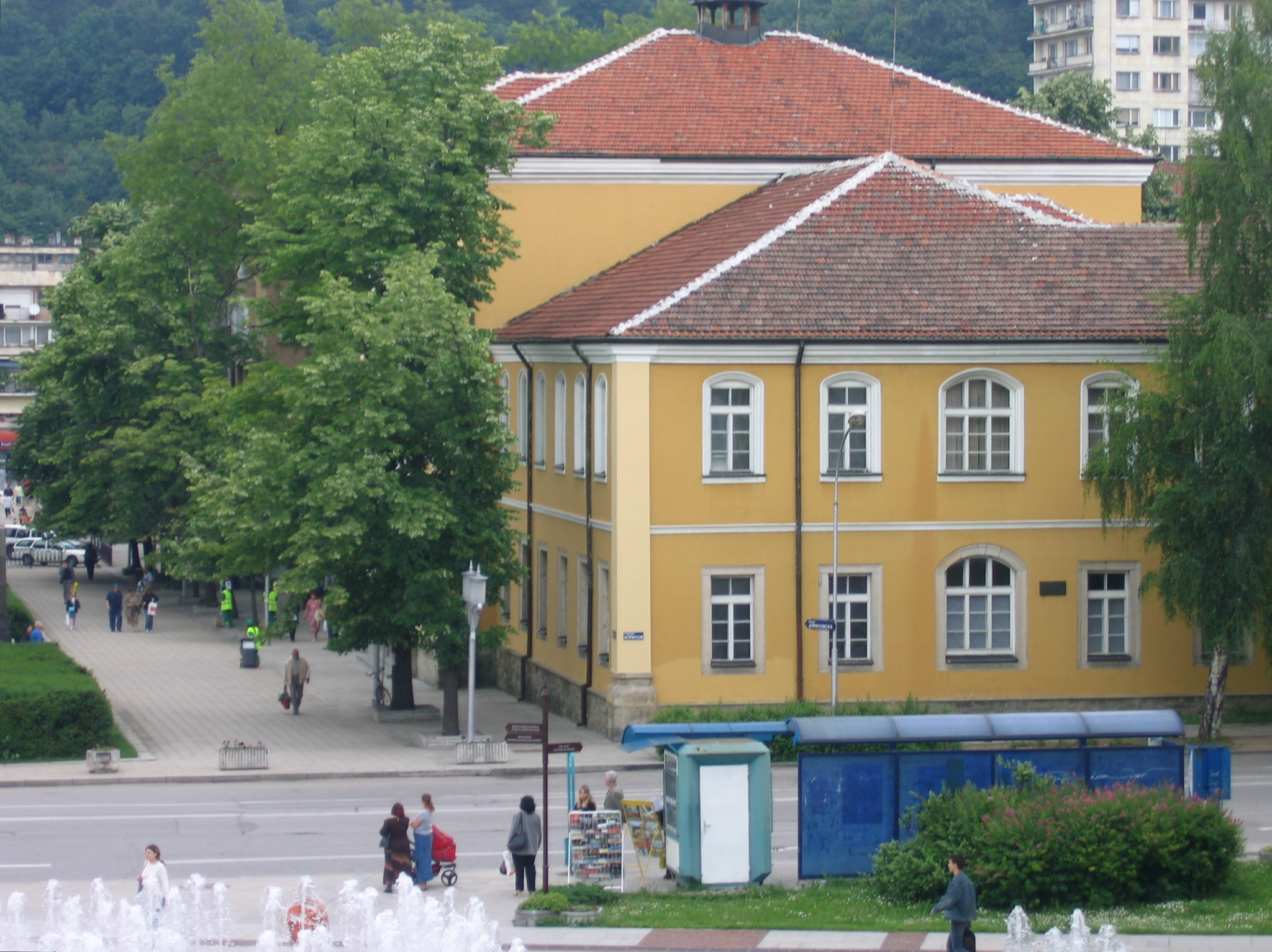
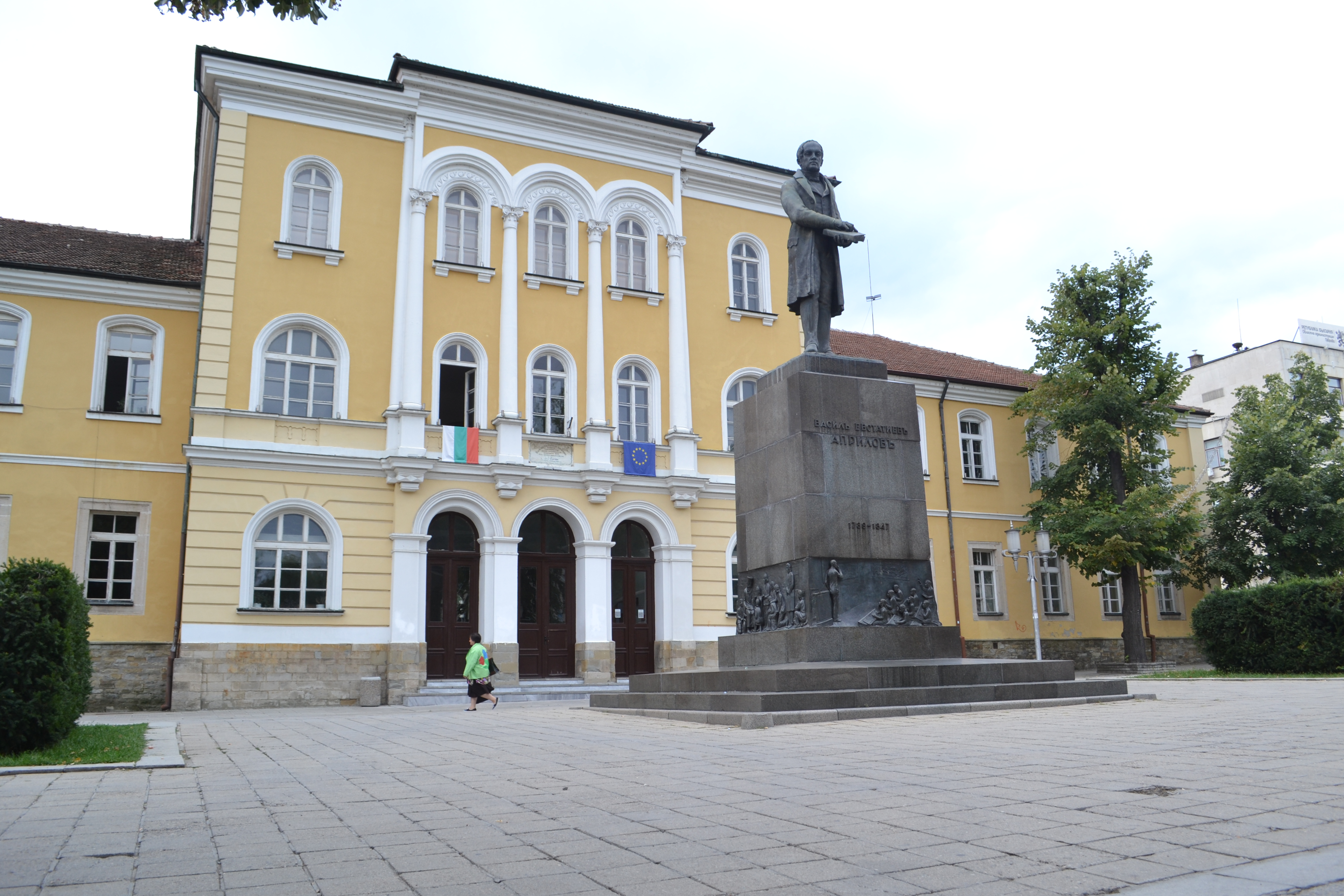
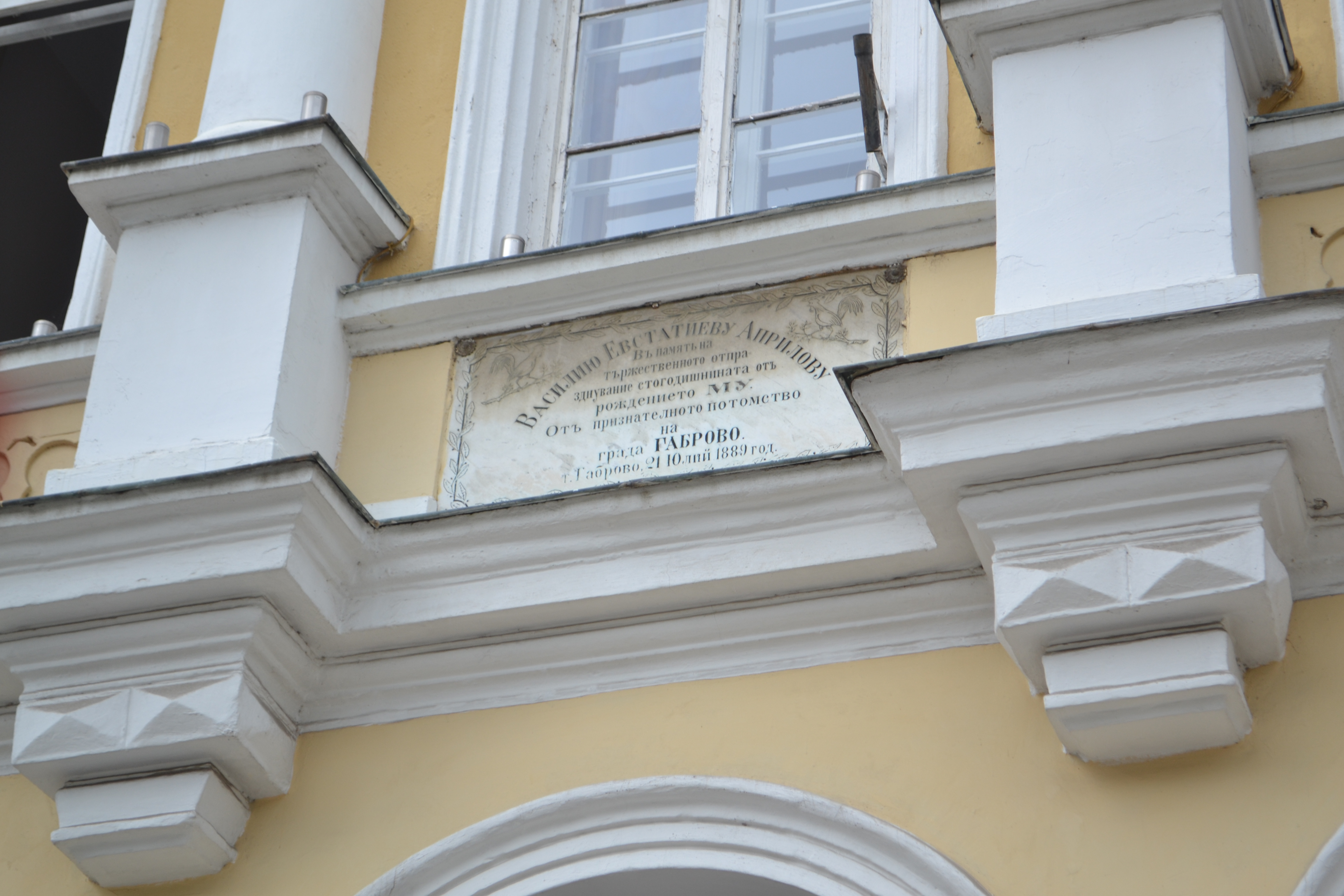
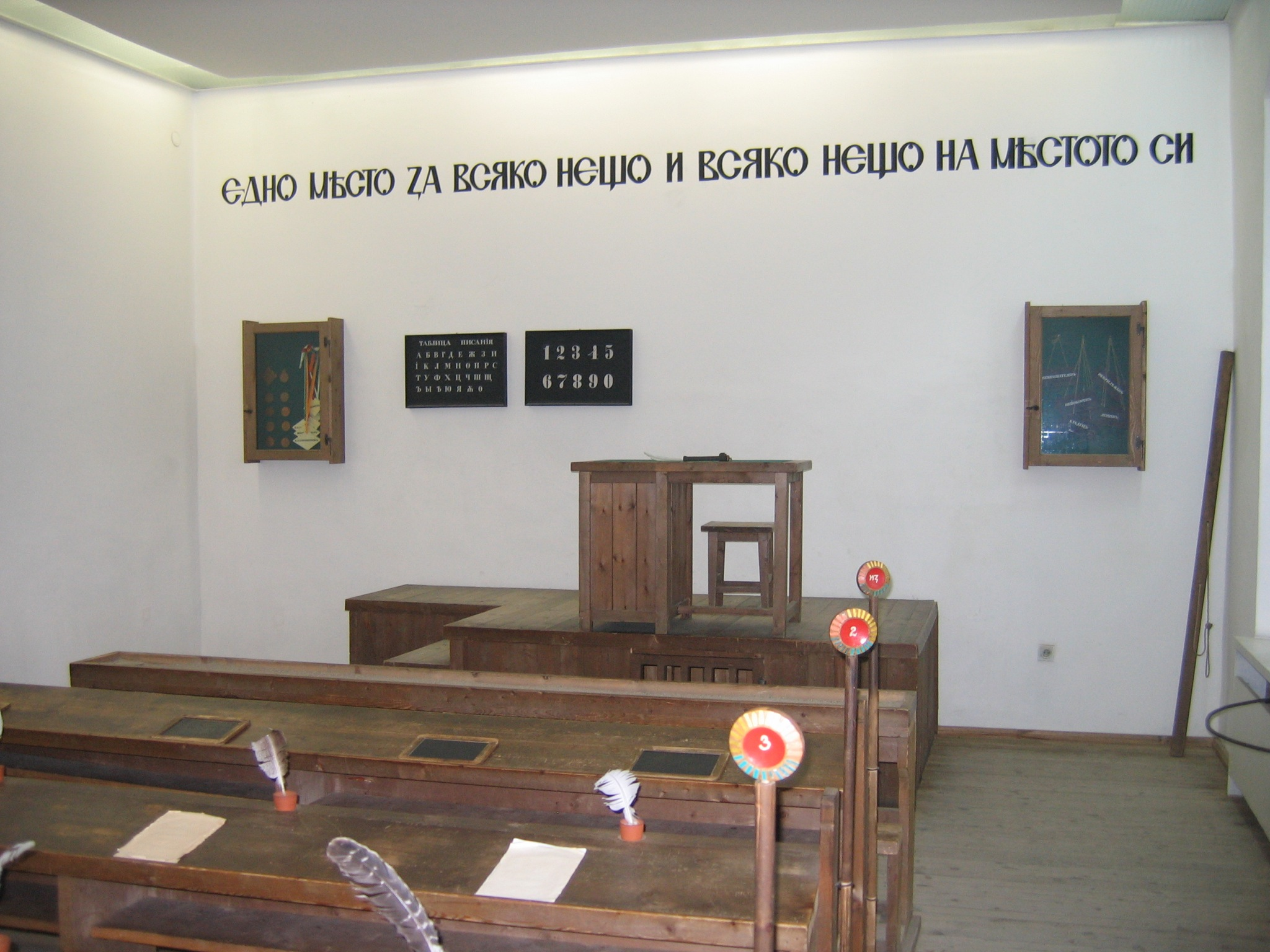